# Lista ekspedycji na Międzynarodową Stację Kosmiczną
Jest to chronologiczna lista ekspedycji na Międzynarodową Stację Kosmiczną. Czas pobytu na ISS jednej stałej załogi wynosi około pół roku (~180 dni). Począwszy od ekspedycji 13 załoganci są dowożeni na stację za pomocą różnych statków co spowodowało, iż czas pobytu na stacji astronautów danej ekspedycji jest różny i przeważnie kosmonauci podczas jednego lotu są członkami dwóch ekspedycji.

## Oznaczenia
Członkowie ekspedycji otrzymują następujące rangi (zgodnie z oznaczeniami NASA):
- CDR – (Commander) Dowódca Stacji - w poniższym zestawieniu dowódca każdej ekspedycji został wyróżniony pogrubieniem,
- FE – (Flight Engineer) Inżynier Pokładowy (w przypadku gdy jest kilku inżynierów pokładowych otrzymują oni dodatkowo do oznaczenia numer, np.: FE-1 – pierwszy inż. pokł., FE-2 – drugi inż. pokł., itd).

Występują również inne rangi poboczne (np.: SO – pracownik naukowy), jednak nie zostały one ujęte w poniższym zestawieniu, gdyż są to dodatkowe oznaczenia dopisywane do głównych (np.: FE-1 SO).

## Zakończone ekspedycje
| Ekspedycja 1 2 listopada 2000 – 19 marca 2001 |                                                            |                                                  |                                               |                                              |                           |
| | William Shepherd Jurij Gidzenko Siergiej Krikalow          |                                                  | 31 października 2000 07:53 UTC Sojuz TM-31    | 21 marca 2001 07:32 UTC Discovery STS-102    | 140 dni, 23 godz. 39 min  |
| Ekspedycja 2 10 marca – 20 sierpnia 2001 |                                                            |                                                  |                                               |                                              |                           |
| Emblém expedice 2 | Jurij Usaczow Susan Helms James Voss                       |                                                  | 8 marca 2001 11:42 UTC Discovery STS-102      | 22 sierpnia 2001 18:23 UTC Discovery STS-105 | 167 dni, 6 godz. 41 min   |
| Ekspedycja 3 12 sierpnia – 15 grudnia 2001 |                                                            |                                                  |                                               |                                              |                           |
| Emblém expedice 3 | Frank Culbertson Władimir Dieżurow Michaił Tiurin          |                                                  | 10 sierpnia 2001 21:10 UTC Discovery STS-105  | 17 grudnia 2001 17:55 UTC Endeavour STS-108  | 128 dni, 20 godz. 45 min  |
| Ekspedycja 4 7 grudnia 2001 – 15 czerwca 2002 |                                                            |                                                  |                                               |                                              |                           |
| Emblém expedice 4 | Jurij Onufrijenko Daniel Bursch Carl Walz                  |                                                  | 5 grudnia 2001 22:19 UTC Endeavour STS-108    | 19 czerwca 2002 17:58 UTC Endeavour STS-111  | 195 dni, 19 godz. 38 min  |
| Ekspedycja 5 7 czerwca – 2 grudnia 2002 |                                                            |                                                  |                                               |                                              |                           |
| Emblém expedice 5 | Walerij Korzun Peggy Whitson Siergiej Treszczow            |                                                  | 5 czerwca 2002 21:23 UTC Endeavour STS-111    | 7 grudnia 2002 19:37 UTC Endeavour STS-113   | 184 dni, 22 godz. 14 min  |
| Ekspedycja 6 25 listopada – 3 maja 2002 |                                                            |                                                  |                                               |                                              |                           |
| Emblém expedice 6 | Kenneth Bowersox Nikołaj Budarin Donald Pettit             |                                                  | 24 listopada 2002 00:50 UTC Endeavour STS-113 | 4 maja 2003 02:04 UTC Sojuz TMA-1            | 161 dni, 1 godz. 15 min   |
| 1 lutego 2003 nastąpiła katastrofa promu kosmicznego Columbia, co spowodowało uziemienie całej floty wahadłowców. W związku z tym postanowiono zmniejszyć liczbę członków załogi do dwóch osób, gdyż loty załogowe na ISS odbywały się tylko za pomocą rosyjskich statków Sojuz. |                                                            |                                                  |                                               |                                              |                           |
| Ekspedycja 7 28 kwietnia – 27 października 2003 |                                                            |                                                  |                                               |                                              |                           |
| Emblém expedice 7 | Jurij Malenczenko Edward Lu                                |                                                  | 26 kwietnia 2003 03:54 UTC Sojuz TMA-2        | 28 października 2003 02:40 UTC Sojuz TMA-2   | 184 dni, 22 godz. 46 min  |
| Ekspedycja 8 20 października 2003 – 29 kwietnia 2004 |                                                            |                                                  |                                               |                                              |                           |
| Emblém expedice 8 | Michael Foale Aleksandr Kaleri                             |                                                  | 18 października 2003 05:38 UTC Sojuz TMA-3    | 30 kwietnia 2004 00:12 UTC Sojuz TMA-3       | 194 dni, 18 godz. 34 min  |
| Ekspedycja 9 21 kwietnia – 23 października 2004 |                                                            |                                                  |                                               |                                              |                           |
| Emblém expedice 9 | Giennadij Padałka Edward Fincke                            |                                                  | 19 kwietnia 2004 03:19 UTC Sojuz TMA-4        | 24 października 2004 00:36 UTC Sojuz TMA-4   | 187 dni, 21 godz. 17 min  |
| Ekspedycja 10 16 października 2004 – 24 kwietnia 2005 |                                                            |                                                  |                                               |                                              |                           |
| Emblém expedice 10 | Leroy Chiao Saliżan Szaripow                               |                                                  | 14 października 2004 03:06 UTC Sojuz TMA-5    | 24 kwietnia 2005 22:07 UTC Sojuz TMA-5       | 192 dni, 19 godz. 1 min   |
| Ekspedycja 11 17 kwietnia – 10 października 2005 |                                                            |                                                  |                                               |                                              |                           |
| Emblém expedice 11 | Siergiej Krikalow John Phillips                            |                                                  | 15 kwietnia 2005 00:46 UTC Sojuz TMA-6        | 11 października 2005 01:09 UTC Sojuz TMA-6   | 179 dni, 0 godz. 23 min   |
| Ekspedycja 12 3 października 2005 – 8 kwietnia 2006 |                                                            |                                                  |                                               |                                              |                           |
| Emblém expedice 12 | William McArthur Walerij Tokariew                          |                                                  | 1 października 2005 03:55 UTC Sojuz TMA-7     | 8 kwietnia 2006 23:47 UTC Sojuz TMA-7        | 189 dni, 19 godz. 52 min  |
| 26 lipca 2005, startem promu Discovery, wznowiono program lotów promów kosmicznych. Prawie rok później prom Discovery przywiózł na stacje pierwszego europejskiego członka stałej załogi, astronautę ESA Thomasa Reitera. Dzięki temu liczba członków załogi ponownie wzrosła do 3 osób. Dowódcy stacji i pierwsi inżynierowie byli dostarczani za pomocą rosyjskich statków Sojuz, w czasie gdy drudzy inżynierowie pokładowi latali na ISS na pokładzie amerykańskich wahadłowców.                                                                       |                                                            |                                                  |                                               |                                              |                           |
| Ekspedycja 13 1 kwietnia – 28 listopada 2006 |                                                            |                                                  |                                               |                                              |                           |
| Emblém expedice 13 | Pawieł Winogradow Jeffrey Williams                         |                                                  | 30 marca 2006 02:30 UTC Sojuz TMA-8           | 28 listopada 2006 01:13 UTC Sojuz TMA-8      | 182 dni, 22 godz. 43 min  |
| Emblém expedice 13 | Thomas Reiter                                              | 4 lipca 2006 18:38 UTC Discovery STS-121         | przeszedł do Ekspedycji 14                    | przeszedł do Ekspedycji 14                   |                           |
| Ekspedycja 14 20 listopada 2006 – 21 kwietnia 2007 |                                                            |                                                  |                                               |                                              |                           |
| Emblém expedice 14 | Michael Lopez-Alegria Michaił Tiurin                       |                                                  | 18 listopada 2006 04:09 UTC Sojuz TMA-9       | 21 kwietnia 2007 12:31 UTC Sojuz TMA-9       | 215 dni, 8 godz. 23 min   |
| Emblém expedice 14 | Thomas Reiter                                              | przeszedł z Ekspedycji 13                        | 21 grudnia 2006 22:32 UTC Discovery STS-116   | 171 dni, 3 godz. 54 min                      |                           |
| Emblém expedice 14 | Sunita Williams                                            | 10 grudnia 2006 01:47 UTC Discovery STS-116      | przeszła do Ekspedycji 15                     | przeszła do Ekspedycji 15                    |                           |
| Ekspedycja 15 9 kwietnia – 21 października 2007 |                                                            |                                                  |                                               |                                              |                           |
| Emblém expedice 15 | Fiodor Jurczichin Oleg Kotow                               |                                                  | 7 kwietnia 2007 17:31 UTC Sojuz TMA-10        | 21 października 2007 10:36 UTC Sojuz TMA-10  | 197 dni, 17 godz. 5 min   |
| Emblém expedice 15 | Sunita Williams                                            | przeszła z Ekspedycji 14                         | 22 czerwca 2007 19:49 UTC Atlantis STS-117    | 194 dni, 18 godz. 2 min                      |                           |
| Emblém expedice 15 | Clayton Anderson                                           | 8 czerwca 2007 23:38 UTC Atlantis STS-117        | przeszedł do Ekspedycji 16                    | przeszedł do Ekspedycji 16                   |                           |
| Ekspedycja 16 12 października 2007 – 19 kwietnia 2008 |                                                            |                                                  |                                               |                                              |                           |
| Emblém expedice 16 | Peggy Whitson Jurij Malenczenko                            |                                                  | 10 października 2007 13:22 UTC Sojuz TMA-11   | 19 kwietnia 2008 08:30 UTC Sojuz TMA-11      | 191 dni, 19 godz. 8 min   |
| Emblém expedice 16 | Clayton Anderson                                           | przeszedł z Ekspedycji 15                        | 7 listopada 2007 18:01 UTC Discovery STS-120  | 151 dni, 18 godz. 23 min                     |                           |
| Emblém expedice 16 | Daniel Tani                                                | 23 października 2007 15:38 UTC Discovery STS-120 | 20 lutego 2008 14:07 UTC Atlantis STS-122     | 119 dni, 22 godz. 29 min                     |                           |
| Emblém expedice 16 | Léopold Eyharts                                            | 7 lutego 2008 19:45 UTC Atlantis STS-122         | 27 marca 2008 00:39 UTC Endeavour STS-123     | 48 dni, 4 godz. 54 min                       |                           |
| Emblém expedice 16 | Garrett Reisman                                            | 11 marca 2008 06:28 UTC Endeavour STS-123        | przeszedł do Ekspedycji 17                    | przeszedł do Ekspedycji 17                   |                           |
| Ekspedycja 17 10 kwietnia 2008 – 24 października 2008 |                                                            |                                                  |                                               |                                              |                           |
| Emblém expedice 17 | Siergiej Wołkow Oleg Kononienko                            |                                                  | 8 kwietnia 2008 11:16 UTC Sojuz TMA-12        | 24 października 2008 03:37 UTC Sojuz TMA-12  | 198 dni, 16 godz. 21 min  |
| Emblém expedice 17 | Garrett Reisman                                            | przeszedł z Ekspedycji 16                        | 14 czerwca 2008 15:15 UTC Discovery STS-124   | 95 dni, 7 godz. 47 min                       |                           |
| Emblém expedice 17 | Gregory Chamitoff                                          | 31 maja 2008 21:02 UTC Discovery STS-124         | przeszedł do Ekspedycji 18                    | przeszedł do Ekspedycji 18                   |                           |
| Ekspedycja 18 14 października 2008 – 8 kwietnia 2009 |                                                            |                                                  |                                               |                                              |                           |
| Emblém expedice 18 | Michael Fincke Jurij Łonczakow                             |                                                  | 12 października 2008 07:02 UTC Sojuz TMA-13   | 8 kwietnia 2009 7:16 UTC Sojuz TMA-13        | 178 dni, 0 godz. 14 min   |
| Emblém expedice 18 | Gregory Chamitoff                                          | przeszedł z Ekspedycji 17                        | 30 listopada 2008 21:25 UTC Endeavour STS-126 | 183 dni, 0 godz. 23 min                      |                           |
| Emblém expedice 18 | Sandra Magnus                                              | 15 listopada 2008 00:55 UTC Endeavour >STS-126   | 28 marca 2009 19:13 UTC Discovery STS-119     | 133 dni, 18 godz. 18 min                     |                           |
| Emblém expedice 18 | Kōichi Wakata                                              | 15 marca 2009 23:43 UTC Discovery STS-119        | przeszedł do Ekspedycji 19                    | przeszedł do Ekspedycji 19                   |                           |
| Ekspedycja 19 28 marca – 29 maja 2009 |                                                            |                                                  |                                               |                                              |                           |
| Emblém expedice 19 | Giennadij Padałka Michael Barratt                          |                                                  | 26 marca 2009 11:49 UTC Sojuz TMA-14          | przeszli do Ekspedycji 20                    | przeszli do Ekspedycji 20 |
| Emblém expedice 19 | Kōichi Wakata                                              | przeszedł z Ekspedycji 18                        |                                               | przeszli do Ekspedycji 20                    | przeszli do Ekspedycji 20 |
| Począwszy od maja 2009 r. stała załoga stacji liczy 6 osób. W związku z tym do stacji przycumowane są przez cały czas dwa statki Sojuz dające całej załodze możliwość ewakuacji w razie niebezpieczeństwa. Co kilka miesięcy część załogi jest wymieniana, zatem zmieniali się również dowódcy stacji oraz numeracja inżynierów pokładowych. Powodowało to sytuacje, w której każdy z członków danej załogi był lub będzie członkiem innej. Większość załogantów przyleciało na stacje na pokładzie Sojuzów, ale część była dowożona również wahadłowcami. |                                                            |                                                  |                                               |                                              |                           |
| Ekspedycja 20 29 maja – 11 października 2009 |                                                            |                                                  |                                               |                                              |                           |
| | Giennadij Padałka Michael Barratt                          |                                                  | przeszli z Ekspedycji 19                      | 11 października 2009 4:32 UTC Sojuz TMA-14   | 198 dni, 16 godz. 43 min  |
| Kōichi Wakata | 31 lipca 2009 16:48 UTC Endeavour STS-127                  | 137 dni, 15 godz. 4 min                          | przeszli z Ekspedycji 19                      |                                              |                           |
| Roman Romanienko Robert Thirsk Frank De Winne | 27 maja 2009 10:34 UTC Sojuz TMA-15                        | przeszli do Ekspedycji 21                        | przeszli do Ekspedycji 21                     |                                              |                           |
| Timothy Kopra | 15 lipca 2009 22:03 UTC Endeavour STS-127                  | 12 września 2009 0:53 UTC Discovery STS-128      | 58 dni, 2 godz. 50 min                        |                                              |                           |
| Nicole Stott | 29 sierpnia 2009 3:59 UTC Discovery STS-128                | przeszła do Ekspedycji 21                        | przeszła do Ekspedycji 21                     |                                              |                           |
| Ekspedycja 21 11 października – 1 grudnia 2009 |                                                            |                                                  |                                               |                                              |                           |
| | Frank De Winne Roman Romanienko Robert Thirsk              |                                                  | przeszli z Ekspedycji 20                      | 1 grudnia 2009 7:16 UTC Sojuz TMA-15         | 187 dni, 20 godz. 41 min  |
| Nicole Stott | 27 listopada 2009 14:44 UTC Atlantis STS-129               | 90 dni, 10 godz. 45 min                          | przeszli z Ekspedycji 20                      |                                              |                           |
| Jeffrey Williams Maksim Surajew | 30 września 2009 7:15 UTC Sojuz TMA-16                     | przeszli do Ekspedycji 22                        | przeszli do Ekspedycji 22                     |                                              |                           |
| Ekspedycja 22 1 grudnia 2009 – 18 marca 2010 |                                                            |                                                  |                                               |                                              |                           |
| | Jeffrey Williams Maksim Surajew                            |                                                  | przeszli z Ekspedycji 21                      | 18 marca 2010 11:24 UTC Sojuz TMA-16         | 169 dni, 4 godz. 10 min   |
| Oleg Kotow Soichi Noguchi Timothy Creamer | 20 grudnia 2009 21:52 UTC Sojuz TMA-17                     | przeszli do Ekspedycji 23                        | przeszli do Ekspedycji 23                     |                                              |                           |
| Ekspedycja 23 18 marca – 2 czerwca 2010 |                                                            |                                                  |                                               |                                              |                           |
| | Oleg Kotow Soichi Noguchi Timothy Creamer                  |                                                  | przeszli z Ekspedycji 22                      | 2 czerwca 2010 03:24 UTC Sojuz TMA-17        | 163 dni, 5 godz. 32 min   |
| Aleksandr Skworcow Michaił Kornijenko Tracy Caldwell Dyson | 2 kwietnia 2010 04:05 UTC Sojuz TMA-18                     | przeszli do Ekspedycji 24                        | przeszli do Ekspedycji 24                     |                                              |                           |
| Ekspedycja 24 2 czerwca – 25 września 2010 |                                                            |                                                  |                                               |                                              |                           |
| | Aleksandr Skworcow Michaił Kornijenko Tracy Caldwell Dyson |                                                  | przeszli z Ekspedycji 23                      | 25 września 2010 05:23 UTC Sojuz TMA-18      | 176 dni, 1 godz. 18 min   |
| Fiodor Jurczichin Shannon Walker Douglas Wheelock | 15 czerwca 2010 21:25 Sojuz TMA-19                         | przeszli do Ekspedycji 25                        | przeszli do Ekspedycji 25                     |                                              |                           |
| Ekspedycja 25 25 września – 26 listopada 2010 |                                                            |                                                  |                                               |                                              |                           |
| | Douglas Wheelock Fiodor Jurczichin Shannon Walker          |                                                  | przeszli z Ekspedycji 24                      | 26 listopada 2010 04:46 UTC Sojuz TMA-19     | 163 dni, 7 godz. 10 min   |
| Aleksandr Kaleri Oleg Skripoczka Scott J. Kelly | 7 października 2010 23:10 UTC Sojuz TMA-01M                | przeszli do Ekspedycji 26                        | przeszli do Ekspedycji 26                     |                                              |                           |
| Ekspedycja 26 26 listopada 2010 – 16 marca 2011 |                                                            |                                                  |                                               |                                              |                           |
| | Scott J. Kelly Aleksandr Kaleri Oleg Skripoczka            |                                                  | przeszli z Ekspedycji 25                      | 16 marca 2011 07:54 UTC Sojuz TMA-01M        | 159 dni, 8 godz. 43 min   |
| Dmitrij Kondratiew Paolo Nespoli Catherine Coleman | 15 grudnia 2010 19:09 UTC Sojuz TMA-20                     | przeszli do Ekspedycji 27                        | przeszli do Ekspedycji 27                     |                                              |                           |
| Ekspedycja 27 16 marca – 24 maja 2011 |                                                            |                                                  |                                               |                                              |                           |
| | Dmitrij Kondratiew Paolo Nespoli Catherine Coleman         |                                                  | przeszli z Ekspedycji 26                      | 24 maja 2011 02:26 UTC Sojuz TMA-20          | 159 dni, 7 godz. 17 min   |
| Aleksandr Samokutiajew Andriej Borisienko Ronald Garan | 4 kwietnia 2011 22:18 UTC Sojuz TMA-21                     | przeszli do Ekspedycji 28                        | przeszli do Ekspedycji 28                     |                                              |                           |
| Ekspedycja 28 24 maja – 16 września 2011 |                                                            |                                                  |                                               |                                              |                           |
| | Andriej Borisienko Aleksandr Samokutiajew Ronald Garan     |                                                  | przeszli z Ekspedycji 27                      | 16 września 2011 03:59 UTC Sojuz TMA-21      | 164 dni, 5 godz. 41 min   |
| Siergiej Wołkow Satoshi Furukawa Michael Fossum | 7 czerwca 2011 20:12 UTC Sojuz TMA-02M                     | przeszli do Ekspedycji 29                        | przeszli do Ekspedycji 29                     |                                              |                           |
| Ekspedycja 29 16 września – 22 listopada 2011 |                                                            |                                                  |                                               |                                              |                           |
| | Michael Fossum Siergiej Wołkow Satoshi Furukawa            |                                                  | przeszli z Ekspedycji 28                      | 22 listopada 2011 02:24 UTC Sojuz TMA-02M    | 167 dni, 6 godz. 12 min   |
| Anton Szkaplerow Anatolij Iwaniszyn Daniel Burbank | 14 listopada 2011 04:22 UTC Sojuz TMA-22                   | przeszli do Ekspedycji 30                        | przeszli do Ekspedycji 30                     |                                              |                           |
| Ekspedycja 30 22 listopada 2011 – 27 kwietnia 2012 |                                                            |                                                  |                                               |                                              |                           |
| | Daniel Burbank Anton Szkaplerow Anatolij Iwaniszyn         |                                                  | przeszli z Ekspedycji 29                      | 27 kwietnia 2012 11:45 UTC Sojuz TMA-22      | 165 dni, 7 godz. 31 min   |
| Oleg Kononienko André Kuipers Donald Pettit | 21 grudnia 2011 13:16 UTC Sojuz TMA-03M                    | przeszli do Ekspedycji 31                        | przeszli do Ekspedycji 31                     |                                              |                           |
| Ekspedycja 31 27 kwietnia 2012 – 1 lipca 2012 |                                                            |                                                  |                                               |                                              |                           |
| | Oleg Kononienko André Kuipers Donald Pettit                |                                                  | przeszli z Ekspedycji 30                      | 1 lipca 2012 08:14 UTC Sojuz TMA-03M         | 192 dni, 18 godz. 58 min  |
| Giennadij Padałka Siergiej Rewin Joseph Acaba | 15 maja 2012 03:01 UTC Sojuz TMA-04M                       | przeszli do Ekspedycji 32                        | przeszli do Ekspedycji 32                     |                                              |                           |
| Ekspedycja 32 1 lipca – 17 września 2012 |                                                            |                                                  |                                               |                                              |                           |
| | Giennadij Padałka Siergiej Rewin Joseph Acaba              |                                                  | przeszli z Ekspedycji 31                      | 17 września 2012 02:52 UTC Sojuz TMA-04M     | 124 dni, 23 godz. 51 min  |
| Sunita Williams Jurij Malenczenko Akihiko Hoshide | 15 lipca 2012 02:40 UTC Sojuz TMA-05M                      | przeszli do Ekspedycji 33                        | przeszli do Ekspedycji 33                     |                                              |                           |
| Ekspedycja 33 17 września – 19 listopada 2012 |                                                            |                                                  |                                               |                                              |                           |
| | Sunita Williams Jurij Malenczenko Akihiko Hoshide          |                                                  | przeszli z Ekspedycji 32                      | 19 listopada 2012 01:53 UTC Sojuz TMA-05M    | 126 dni, 23 godz. 13 min  |
| Kevin Ford Oleg Nowickij Jewgienij Tariełkin | 23 października 2012 10:51 UTC Sojuz TMA-06M               | przeszli do Ekspedycji 34                        | przeszli do Ekspedycji 34                     |                                              |                           |
| Ekspedycja 34 19 listopada 2012 – 16 marca 2013 |                                                            |                                                  |                                               |                                              |                           |
| | Kevin Ford Oleg Nowicki Jewgienij Tariełkin                |                                                  | przeszli z Ekspedycji 33                      | 16 marca 2013 03:06 UTC Sojuz TMA-06M        | 143 dni, 16 godz. 15 min  |
| Chris Hadfield Roman Romanienko Thomas Marshburn | 19 grudnia 2012 12:12 UTC Sojuz TMA-07M                    | przeszli do Ekspedycji 35                        | przeszli do Ekspedycji 35                     |                                              |                           |
| Ekspedycja 35 16 marca – 14 maja 2013 |                                                            |                                                  |                                               |                                              |                           |
| | Chris Hadfield Roman Romanienko Thomas Marshburn           |                                                  | przeszli z Ekspedycji 34                      | 14 maja 2013 02:30 UTC Sojuz TMA-07M         | 145 dni, 14 godz. 18 min  |
| Pawieł Winogradow Aleksandr Misiurkin Christopher Cassidy | 28 marca 2013 20:43 UTC Sojuz TMA-08M                      | przeszli do Ekspedycji 36                        | przeszli do Ekspedycji 36                     |                                              |                           |
| Ekspedycja 36 14 maja – 11 września 2013 |                                                            |                                                  |                                               |                                              |                           |
| | Pawieł Winogradow Aleksandr Misiurkin Christopher Cassidy  |                                                  | przeszli z Ekspedycji 35                      | 11 września 2013 02:58 UTC Sojuz TMA-08M     | 166 dni, 6 godz. 15 min   |
| Fiodor Jurczichin Luca Parmitano Karen Nyberg | 28 maja 2013 20:31 UTC Sojuz TMA-09M                       | przeszli do Ekspedycji 37                        | przeszli do Ekspedycji 37                     |                                              |                           |
| Ekspedycja 37 11 września – 11 listopada 2013 |                                                            |                                                  |                                               |                                              |                           |
| | Fiodor Jurczichin Luca Parmitano Karen Nyberg              |                                                  | przeszli z Ekspedycji 36                      | 11 listopada 2013 02:49 UTC Sojuz TMA-09M    | 166 dni, 6 godz. 17 min   |
| Oleg Kotow Siergiej Riazanski Michael Hopkins | 25 września 2013 20:58 UTC Sojuz TMA-10M                   | przeszli do Ekspedycji 38                        | przeszli do Ekspedycji 38                     |                                              |                           |
| Ekspedycja 38 11 listopada 2013 – 11 marca 2014 |                                                            |                                                  |                                               |                                              |                           |
| | Oleg Kotow Siergiej Riazanski Michael Hopkins              |                                                  | przeszli z Ekspedycji 37                      | 11 marca 2014 03:23 UTC Sojuz TMA-10M        | 166 dni, 6 godz. 25 min   |
| Michaił Tiurin Richard Mastracchio Kōichi Wakata | 7 listopada 2013 04:14 UTC Sojuz TMA-11M                   | przeszli do Ekspedycji 39                        | przeszli do Ekspedycji 39                     |                                              |                           |
| Ekspedycja 39 11 marca 2014 – 13 maja 2014 |                                                            |                                                  |                                               |                                              |                           |
| | Kōichi Wakata Michaił Tiurin Richard Mastracchio           |                                                  | przeszli z Ekspedycji 38                      | 14 maja 2014 01:58 UTC Sojuz TMA-11M         | 187 dni, 21 godz. 44 min  |
| Aleksandr Skworcow Oleg Artiemjew Steven Swanson | 25 marca 2014 21:17 UTC Sojuz TMA-12M                      | przeszli do Ekspedycji 40                        | przeszli do Ekspedycji 40                     |                                              |                           |
| Ekspedycja 40 13 maja 2014 – 10 wrzesinia 2014 |                                                            |                                                  |                                               |                                              |                           |
| | Steven Swanson Aleksandr Skworcow Oleg Artiemjew           |                                                  | przeszli z Ekspedycji 39                      | 11 września 2014 02:23 UTC Sojuz TMA-12M     | 169 dni, 5 godz. 6 min    |
| Maksim Surajew Alexander Gerst Gregory Wiseman | 28 maja 2014 19:57 UTC Sojuz TMA-13M                       | przeszli do Ekspedycji 41                        | przeszli do Ekspedycji 41                     |                                              |                           |
| Ekspedycja 41 10 września 2014 – 10 listopada 2014 |                                                            |                                                  |                                               |                                              |                           |
| | Maksim Surajew Alexander Gerst Gregory Wiseman             |                                                  | przeszli z Ekspedycji 40                      | 10 listopada 2014 03:58 UTC Sojuz TMA-13M    | 165 dni, 8 godz. 1 min    |
| Aleksandr Samokutiajew Jelena Sierowa Barry Wilmore | 25 września 2014 20:25 UTC Sojuz TMA-14M                   | przeszli do Ekspedycji 42                        | przeszli do Ekspedycji 42                     |                                              |                           |
| Ekspedycja 42 10 listopada 2014 – 11 marca 2015 |                                                            |                                                  |                                               |                                              |                           |
| | Barry Wilmore Aleksandr Samokutiajew Jelena Sierowa        |                                                  | przeszli z Ekspedycji 41                      | 12 marca 2015 02:07 UTC Sojuz TMA-14M        | 167 dni, 5 godz. 43 min   |
| Anton Szkaplerow Samantha Cristoforetti Terry Virts | 23 listopada 2014 21:01 UTC Sojuz TMA-15M                  | przeszli do Ekspedycji 43                        | przeszli do Ekspedycji 43                     |                                              |                           |
| Ekspedycja 43 11 marca 2015 – 11 czerwca 2015 |                                                            |                                                  |                                               |                                              |                           |
| | Terry Virts Anton Szkaplerow Samantha Cristoforetti        |                                                  | przeszli z Ekspedycji 42                      | 11 czerwca 2015 13:44 UTC Sojuz TMA-15M      | 199 dni, 16 godz. 43 min  |
| Giennadij Padałka Michaił Kornijenko Scott J. Kelly | 27 marca 2015 19:42 UTC Sojuz TMA-16M                      | przeszli do Ekspedycji 44                        | przeszli do Ekspedycji 44                     |                                              |                           |
| Ekspedycja 44 11 czerwca 2015 - 11 września 2015 |                                                            |                                                  |                                               |                                              |                           |
| | Giennadij Padałka                                          |                                                  | przeszeszli z Ekspedycji 43                   | 12 września 2015 00:51 UTC Sojuz TMA-16M     | 168 dni, 5 godz. 8 min    |
| Michaił Kornijenko Scott J. Kelly | przeszli do Ekspedycji 45                                  | przeszli do Ekspedycji 45                        | przeszeszli z Ekspedycji 43                   |                                              |                           |
| Oleg Kononienko Kimiya Yui Kjell Lindgren | przeszli do Ekspedycji 45                                  | przeszli do Ekspedycji 45                        | 22 czerwca 2015 21:02 UTC Sojuz TMA-17M       |                                              |                           |
| Ekspedycja 45 11 września 2015 - 11 grudnia 2015 |                                                            |                                                  |                                               |                                              |                           |
| | Scott J. Kelly Michaił Kornijenko                          |                                                  | przeszeszli z Ekspedycji 44                   | przeszli do Ekspedycji 46                    | przeszli do Ekspedycji 46 |
| Oleg Kononienko Kimiya Yui Kjell Lindgren | 11 grudnia 2015 13:12 UTC Sojuz TMA-17M                    | 171 dni, 16 godz. 5 min                          | przeszeszli z Ekspedycji 44                   |                                              |                           |
| Siergiej Wołkow | 2 września 2015 04:37 UTC Sojuz TMA-18M                    | przeszedł do Ekspedycji 46                       | przeszedł do Ekspedycji 46                    |                                              |                           |
| Ekspedycja 46 11 grudnia 2015 - 2 marca 2016 |                                                            |                                                  |                                               |                                              |                           |
| | Scott J. Kelly Michaił Kornijenko                          |                                                  | przeszli z Ekspedycji 45                      | 2 marca 2016 04:25 UTC Sojuz TMA-18M         | 340 dni, 8 godz. 43 min   |
| Siergiej Wołkow | 181 dni, 23 godz. 47 min                                   |                                                  | przeszli z Ekspedycji 45                      | 2 marca 2016 04:25 UTC Sojuz TMA-18M         |                           |
| Jurij Malenczenko Timothy Peake Timothy Kopra | 15 grudnia 2015 11:03 UTC Sojuz TMA-19M                    | przeszli do Ekspedycji 47                        | przeszli do Ekspedycji 47                     |                                              |                           |
| Ekspedycja 47 2 marca 2016 - 18 czerwca 2016 |                                                            |                                                  |                                               |                                              |                           |
| | Timothy Kopra Timothy Peake Jurij Malenczenko              |                                                  | przeszli z Ekspedycji 46                      | 18 czerwca 2016 11:03 UTC Sojuz TMA-19M      | 185 dni, 22 godz. 12 min  |
| Aleksiej Owczinin Oleg Skripoczka Jeffrey Williams | 18 marca 2016 21:26 UTC Sojuz TMA-20M                      | przeszli do Ekspedycji 48                        | przeszli do Ekspedycji 48                     |                                              |                           |
| Ekspedycja 48 18 czerwca 2016 - 6 września 2016 |                                                            |                                                  |                                               |                                              |                           |
| | Jeffrey Williams Aleksiej Owczinin Oleg Skripoczka         |                                                  | przeszli z Ekspedycji 47                      | 7 września 2016 01:13 Sojuz TMA-20M          | 172 dni, 3 godz. 47 min   |
| Kathleen Rubins Anatolij Iwaniszyn Takuya Onishi | 7 lipca 2016 01:36 UTC Sojuz MS-01                         | przeszli do Ekspedycji 49                        | przeszli do Ekspedycji 49                     |                                              |                           |
| Ekspedycja 49 6 września 2016 - 30 października 2016 |                                                            |                                                  |                                               |                                              |                           |
| | Anatolij Iwaniszyn Kathleen Rubins Takuya Onishi           |                                                  | przeszli z Ekspedycji 48                      | 30 października 2016 03:59 UTC Sojuz MS-01   | 115 dni, 2 godz. 22 min   |
| Siergiej Ryżykow Andriej Borisienko Robert Shane Kimbrough | 19 października 2016 08:05 UTC Sojuz MS-02                 | przeszli do Ekspedycji 50                        | przeszli do Ekspedycji 50                     |                                              |                           |
| Ekspedycja 50 30 października 2016 - 10 kwietnia 2017 |                                                            |                                                  |                                               |                                              |                           |
| | Robert Shane Kimbrough Andriej Borisienko Siergiej Ryżykow |                                                  | przeszli z Ekspedycji 49                      | 10 kwietnia 2017 11:20 UTC Sojuz MS-02       | 173 dni, 3 godz. 16 min   |
| Oleg Nowicki Peggy Whitson Thomas Pesquet | 17 listopada 2016 20:17 UTC Sojuz MS-03                    | przeszli do Ekspedycji 51                        | przeszli do Ekspedycji 51                     |                                              |                           |
| Ekspedycja 51 10 kwietnia 2017 - 2 czerwca 2017 |                                                            |                                                  |                                               |                                              |                           |
| | Peggy Whitson                                              |                                                  | przeszli z Ekspedycji 50                      | przeszła do Ekspedycji 52                    | przeszła do Ekspedycji 52 |
| Oleg Nowicki Thomas Pesquet | 2 czerwca 2017 14:10 UTC Sojuz MS-03                       | 196 dni, 17 godz. 49 mint                        | przeszli z Ekspedycji 50                      |                                              |                           |
| Fiodor Jurczichin Jack Fisher | 20 kwietnia 2017 07:13 UTC Sojuz MS-04                     | przeszli do Ekspedycji 52                        | przeszli do Ekspedycji 52                     |                                              |                           |
| Ekspedycja 52 2 czerwca 2017 - 3 września 2017 |                                                            |                                                  |                                               |                                              |                           |
| | Fiodor Jurczichin Jack Fisher                              |                                                  | przeszli z Ekspedycji 51                      | 3 września 2017 01:22 UTC Sojuz MS-04        | 135 dni, 18 godz. 8 min   |
| Peggy Whitson | 289 dni, 5 godz. 2 min                                     |                                                  | przeszli z Ekspedycji 51                      | 3 września 2017 01:22 UTC Sojuz MS-04        |                           |
| Siergiej Riazanskij Paolo Nespoli Randolph Bresnik | 28 lipca 2017 15:41 UTC Sojuz MS-05                        | przeszli do Ekspedycji 53                        | przeszli do Ekspedycji 53                     |                                              |                           |
| Ekspedycja 53 12 września 2017 - 14 grudnia 2017 |                                                            |                                                  |                                               |                                              |                           |
| | Randolph Bresnik Paolo Nespoli Siergiej Riazanskij         |                                                  | przeszli z Ekspedycji 52                      | 14 grudnia 2017 08:38 UTC Sojuz MS-05        | 138 dni, 16 godz. 57 min  |
| Aleksandr Misurkin Mark Vade Hei Joseph Acaba | 12 września 2017 21:17 UTC Sojuz MS-06                     | przeszli do Ekspedycji 53                        | przeszli do Ekspedycji 53                     |                                              |                           |
| Ekspedycja 54 17 grudnia 2017 - 27 lutego 2018 |                                                            |                                                  |                                               |                                              |                           |
| | Aleksandr Misurkin Mark Vade Hei Joseph Acaba              |                                                  | przeszli z Ekspedycji 53                      | 28 lutego 2018 02:31 UTC Sojuz MS-06         | 168 dni, 5 godz. 14 min   |
| Anton Szkaplerow Scott Tingle Norishige Kanai | 17 grudnia 2017 07:21 UTC Sojuz MS-07                      | przeszli do Ekspedycji 55                        | przeszli do Ekspedycji 55                     |                                              |                           |
| Ekspedycja 55 27 lutego 2018 - 3 czerwca 2018 |                                                            |                                                  |                                               |                                              |                           |
| | Anton Szkaplerow Scott Tingle Norishige Kanai              |                                                  | przeszli z Ekspedycji 54                      | 3 czerwca 2018 12:39 UTC Sojuz MS-07         | 168 dni, 5 godz. 19 min   |
| Andrew Feustel Oleg Artiemjew Richard Arnold | 21 marca 2018 17:44 UTC Sojuz MS-08                        | przeszli do Ekspedycji 56                        | przeszli do Ekspedycji 56                     |                                              |                           |
| Ekspedycja 56 3 czerwca 2018 - 4 października 2018 |                                                            |                                                  |                                               |                                              |                           |
| | Andrew Feustel Oleg Artiemjew Richard Arnold               |                                                  | przeszli z Ekspedycji 55                      | 4 października 2018 11:44:45 UTC Sojuz MS-08 | 196 dni, 18 godz. 0 min   |
| Alexander Gerst Siergiej Prokopiew Serena Auñón-Chancellor | 6 czerwca 2018 11:12 UTC Sojuz MS-09                       | przeszli do Ekspedycji 56                        | przeszli do Ekspedycji 56                     |                                              |                           |
| Ekspedycja 57 4 października 2018 - 20 grudnia 2018 |                                                            |                                                  |                                               |                                              |                           |
| | Alexander Gerst Siergiej Prokopiew Serena Auñón-Chancellor |                                                  | przeszli z Ekspedycji 56                      | 20 grudnia 2018 05:02 UTC Sojuz MS-09        | 196 dni, 17 godz. 49 min  |
| Oleg Kononienko David Saint-Jacques Anne McClain | 3 grudnia 2018 11:31 UTC Sojuz MS-11                       | przeszli do Ekspedycji 58                        | przeszli do Ekspedycji 58                     |                                              |                           |
| Ekspedycja 58 20 grudnia 2018 2018 - 15 marca 2019 |                                                            |                                                  |                                               |                                              |                           |
| | Oleg Kononienko David Saint-Jacques Anne McClain           |                                                  | przeszli z Ekspedycji 57                      | przeszli do Ekspedycji 59                    | przeszli do Ekspedycji 59 |
| Ekspedycja 59 15 marca 2019 - 24 czerwca 2019 |                                                            |                                                  |                                               |                                              |                           |
| | Oleg Kononienko David Saint-Jacques Anne McClain           |                                                  | przeszli z Ekspedycji 58                      | 25 czerwca 2019 02:47:50 UTC Sojuz MS-11     | 203 dni, 15 godz. 16 min  |
| Aleksiej Owczinin Nick Hague Christina Koch | 14 marca 2019 19:14 UTC Sojuz MS-12                        | przeszli do Ekspedycji 60                        | przeszli do Ekspedycji 60                     |                                              |                           |
| Ekspedycja 60 24 czerwca 2019 - 3 października 2019 |                                                            |                                                  |                                               |                                              |                           |
| | Aleksiej Owczinin Nick Hague                               |                                                  | przeszli z Ekspedycji 59                      | 3 października 2019 10:59 UTC Sojuz MS-12    | 202 dni, 15 godz. 45 min  |
| Christina Koch | przeszli do Ekspedycji 61                                  | przeszli do Ekspedycji 61                        | przeszli z Ekspedycji 59                      |                                              |                           |
| Aleksandr Skworcow Luca Parmitano Andrew Morgan | przeszli do Ekspedycji 61                                  | przeszli do Ekspedycji 61                        | 20 lipca 2019 16:28:21 UTC Sojuz MS-13        |                                              |                           |
| Ekspedycja 61 3 października 2019 - 6 lutego 2020 |                                                            |                                                  |                                               |                                              |                           |
| | Luca Parmitano Aleksandr Skworcow                          |                                                  | przeszli z Ekspedycji 60                      | 6 lutego 2020 09:13 UTC Sojuz MS-13          | 200 dni, 16 godz. 44 min  |
| Christina Koch | 328 dni, 13 godz. 59 min                                   |                                                  | przeszli z Ekspedycji 60                      | 6 lutego 2020 09:13 UTC Sojuz MS-13          |                           |
| Andrew Morgan | przeszli do Ekspedycji 62                                  | przeszli do Ekspedycji 62                        | przeszli z Ekspedycji 60                      |                                              |                           |
| Oleg Skripoczka Jessica Meir | przeszli do Ekspedycji 62                                  | przeszli do Ekspedycji 62                        | 25 września 2019 13:57:43 UTC Sojuz MS-15     |                                              |                           |
| Ekspedycja 62 6 lutego 2020 - 17 kwietnia 2020 |                                                            |                                                  |                                               |                                              |                           |
| | Oleg Skripoczka Jessica Meir                               |                                                  | przeszli z Ekspedycji 61                      | 17 kwietnia 2020 05:16 UTC Sojuz MS-15       | 204 dni, 15 godz. 19 min  |
| Andrew Morgan | 271 dni, 12 godz. 48 min                                   |                                                  | przeszli z Ekspedycji 61                      | 17 kwietnia 2020 05:16 UTC Sojuz MS-15       |                           |
| Anatolij Iwaniszyn Iwan Wagner Christopher Cassidy | 9 kwietnia 2020 Sojuz MS-16                                | przeszli do Ekspedycji 63                        | przeszli do Ekspedycji 63                     |                                              |                           |
| Emblemat ekspedycji | Załoga                                                     | Zdjęcie załogi                                   | Start                                         | Lądowanie                                    | Czas pobytu w kosmosie    |

## Trwająca ekspedycja
| Emblemat ekspedycji                                                                                          | Załoga                                             | Zdjęcie załogi                         | Start                    | Lądowanie                                   |
| --- | -------------------------------------------------- | -------------------------------------- | ------------------------ | ------------------------------------------- |
| Ekspedycja 63 17 kwietnia 2020 - 21 października 2020 (wg planu)                                             |                                                    |                                        |                          |                                             |
| | Christopher Cassidy Anatolij Iwaniszyn Iwan Wagner |                                        | przeszli z Ekspedycji 62 | 21 października 2020 (wg planu) Sojuz MS-16 |
| Douglas Hurley Robert Behnken (nie są członkami ekspedycji 63 ale przebywali na MSK w trakcie Ekspedycji 63) |                                                    | 30 maja 2020(SpaceX DM-2)              | 2 sierpnia 2020          |                                             |
| Michael Hopkins Victor Glover Sōichi Noguchi Shannon Walker                                                  |                                                    | 30 października 2020 (wg planu) UCSV-1 | przejdą do Ekspedycji 64 |                                             |
| Siergiej Ryżykow Siergiej Kud-Swerchkow Kathleen Rubins                                                      | 14 października 2020 (wg planu) Sojuz MS-17        |                                        | przejdą do Ekspedycji 64 |                                             |

## Przyszłe ekspedycje
Podane w poniższym zestawieniu daty są terminami planowanymi i mogą ulec zmianie.
| Emblemat ekspedycji                                         | Załoga                                                  | Start                   | Lądowanie                               |
| ----------------------------------------------------------- | ------------------------------------------------------- | ----------------------- | --------------------------------------- |
| Ekspedycja 64 21 października 2020 - kwiecień 2021          |                                                         |                         |                                         |
|                                                             | Siergiej Ryżykow Siergiej Kud-Swerchkow Kathleen Rubins | przejdą z Ekspedycji 63 | 18 kwietnia 2021 (wg planu) Sojuz MS-17 |
| Michael Hopkins Victor Glover Sōichi Noguchi Shannon Walker | przejdą do Ekspedycji 65                                | przejdą z Ekspedycji 63 |                                         |